# Nội chiến Cộng hòa Trung Phi
Nội chiến Cộng hòa Trung Phi  là một cuộc xung đột đang diễn ra tại Cộng hòa Trung Phi giữa chính phủ, phiến quân của liên minh Séléka cũ, dân quân chống balaka và lực lượng của một số quốc gia nước ngoài.
Lực lượng phiến quân được gọi là Séléka chiếm nhiều thị trấn ở miền trung và miền đông. Liên minh bao gồm hai nhóm chính có trụ sở ở miền đông bắc CAR, UFDR và CPJP, và nhóm CPSK ít được biến đến hơn. Hai nhóm khác là FDPC cũng như FPR của người Chad, tuyên bố ủng hộ và tham gia liên minh, đều có trụ sở ở miền bắc CAR. Trừ FPR và CPSK, tất cả các phe phái còn lại đều đã ký kết thỏa thuận hòa bình và đồng ý một quá trình giải trừ quân bị. Nhưng do mất đoàn kết giữa các thủ lĩnh mà liên minh Séléka đã tan rã vào năm 2016.
Tchad, Gabon, Cameroon, Angola, Nam Phi và Cộng hòa Congo gửi quân tới giúp chính phủ Bozizé nhàm cản bước tiến của phiến quân về thủ đô Bangui.

## Bối cảnh

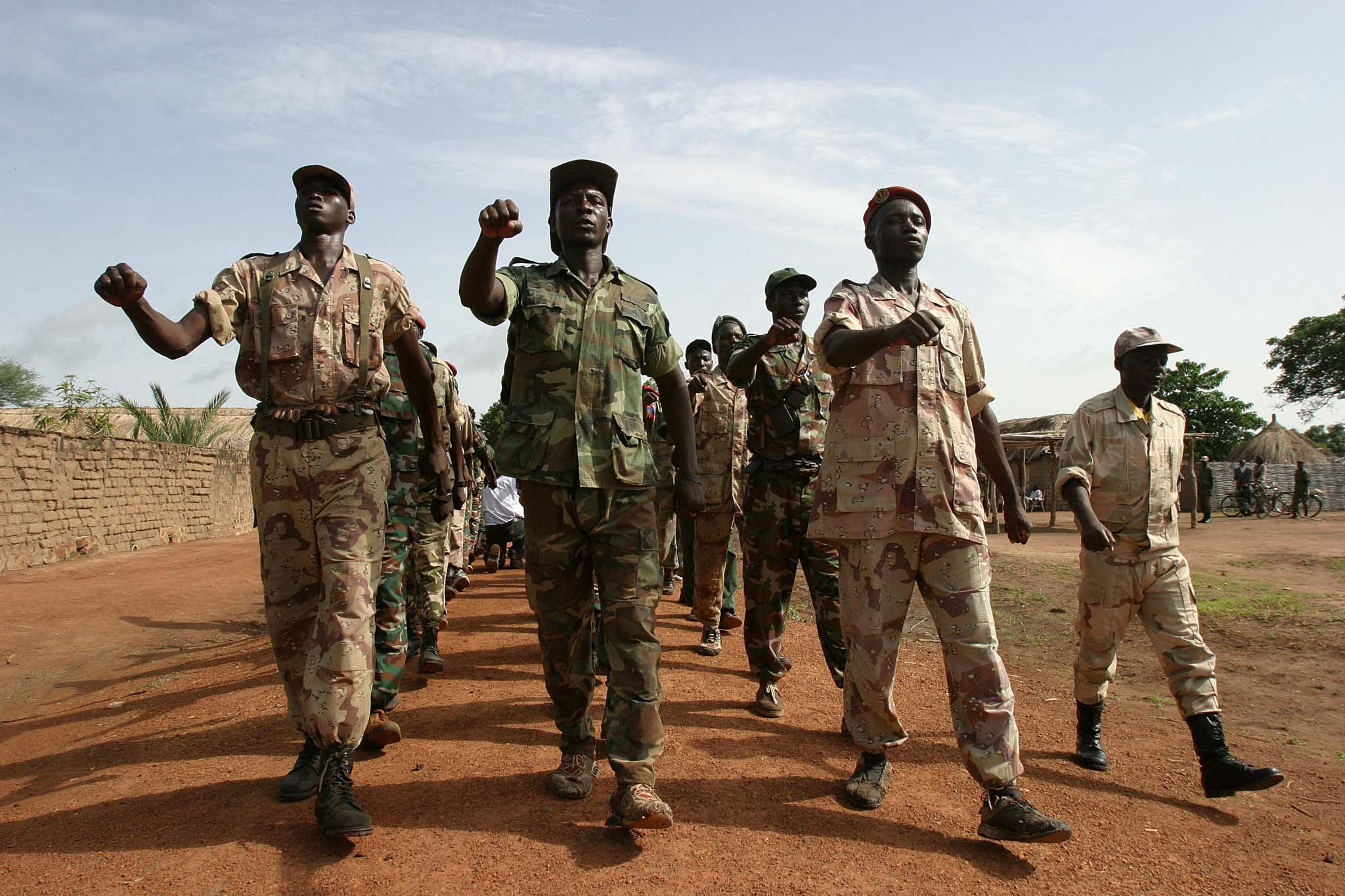
Phiến quân ở Trung Phi tháng 6 năm 2007.

Chiến tranh du kích ở Cộng hòa Trung Phi bắt đầu với cuộc nổi dậy của Liên minh các lực lượng dân chủ thống nhất (UFDR) do Michel Djotodia lãnh đạo ở đông bắc CAR, sau khi tổng thống hiện nay của Cộng hòa Trung Phi, François Bozizé lên nắm quyền năm 2003. Cuộc nổi loạn nhnanh chóng leo thang thành một cuộc nội chiến lớn vào năm 2004. Phiến quân UFDR đã chiến đấu với quân chính phủ CAR và các nhóm phiến quân khác như Nhóm hành động yêu nước giải phóng Trung Phi (GAPLC), Công ước của những người yêu nước về công lý và hòa bình (CPJP), Quân đội nhân dân vì sự phục hồi dân chủ (APRD),... Hàng chục ngàn người đã được di tản do tình trạng bất ổn, vẫn tiếp tục kéo dài cho đến năm 2007, và các lực lượng nổi dậy đã chiếm giữ một số thành phố trong cuộc xung đột.
Ngày 13 tháng 4 năm 2007, một thỏa thuận hòa bình giữa chính phủ và các UFDR đã được ký kết tại Birao. Thỏa thuận cung cấp cho một lệnh ân xá cho các UFDR, được công nhận là một chính đảng chính trị, và cho phép các tây súng chiến đấu của UFRD tham gia quân đội. Cuộc đàm phán dẫn đến một thỏa thuận hòa giải năm 2008, một chính phủ thống nhất, và một cuộc bầu cử địa phương vào năm 2009, sau đó là cuộc bầu cử quốc hội và tổng thống vào năm 2010. Chính phủ đoàn kết mới được thành lập vào tháng 1 năm 2009.
Theo Tổ chức Theo dõi Nhân quyền, hàng trăm dân thường đã thiệt mạng, hơn 10.000 ngôi nhà bị đốt cháy, và khoảng 212.000 người phải rời bỏ nhà cửa của họ để sống trong điều kiện tuyệt vọng sâu trong các khu rừng rậm ở phần phía bắc của Cộng hòa Trung Phi. Ngoài ra, các nhóm phiến quân cho rằng Bozizé đã không tuân theo các điều khoản của thỏa thuận năm 2007, và tiếp tục lạm dụng quyền lực chính trị, đặc biệt là ở phần phía bắc của đất nước, chẳng hạn như "tra tấn và hành quyết bất hợp pháp".

## Diễn biến

### Giao tranh mở màn
Mặc dù việc ký kết thỏa ước ngày 25 tháng 8 về hòa bình giữa chính phủ và CPJP hứa hẹn kết thúc cuộc chiến tranh du kích, nhưng bạo lực vẫn tiếp tục diễn ra ở phía đông và miền trung CAR. Ngày 15 tháng 9, một nhóm bất đồng chính kiến trong CPJP, do Hassan Al-Habib đứng đầu đã lực lượng, tấn công các thị trấn Sibut, Damara và Dekoa. Hai quân nhân của lực lượng vũ trang Trung Phi (FACA) đã được báo cáo là thiệt mạng tại Dekoa. CPJP cơ bản vẫn luôn phản đối thỏa thuận hòa bình, và trong một thông báo trên đài phát thanh, nhóm này đe dọa sẽ tiến quân về Bangui. Ngày 13 tháng 11, hai thường dân và một cảnh sát đi đến Bangui đã bị bắn chết trên đường giữa Sibut và Damara, gần ngôi làng của Libi trên ranh giới của quận Ombella-M'Poko. Tiếp đó ở phía đông Obo, một chiếc xe FACA bị tấn công bởi các phiến quân trong cùng một ngày. Quan chức dân sự trong xe đã thiệt mạng và một số lượng binh sĩ chưa xác định bị thương. Chiếc xe đã bị phá hủy. Các cuộc tấn công được cho là do phiến quân GAPLC gây ra, những người đã từng hoạt động trong khu vực một thời gian.

### Giao tranh tháng 12 năm 2012
Ngày 10 Tháng 12, một nhóm phiến quân vũ trang đã đánh chiếm các thị trấn N'Délé, Sam Ouandja và Ouadda. Phiến quân và các đòng minh CPJP đã chiến đấu với quân đội chính phủ trong hơn một giờ trước khi tiến vào thị trấn N'Délé. Ít nhất là năm binh sĩ quân chính phủ được báo cáo là thiệt mạng. Tại Sam Ouandja, quân nổi dậy tuyên bố đã bắt giữ 22 binh sĩ và thu giữ nhiều vũ khí hạng nặng.
Ngày 15 tháng 12, lực lượng phiến quân tiến vào Bamingui, một thị trấn cách N'Délé 120 km (75 dặm) và nằm trên đường dẫn tới Bangui. Ba ngày sau, họ tiến đến Bria, thị trấn khai thác kim cương quan trọng nằm cách 200 km (120 dặm) về phía đông nam của Ouadda. Cuộc tấn công thành công của phiến quân vào buổi sáng sớm ngày 18 tháng 12 đã giết chết hơn 15 binh sĩ chính phủ. Những tuyên bố của Seleka rằng họ đang chiến đấu vì một sự thiếu minh bạch sau khi một thỏa thuận hòa bình được ký kết để kết thúc chiến tranh du kích ở Cộng hòa Trung Phi. Sau khi Tổng thống Trung Phi François Bozizé kêu gọi sự giúp đỡ, Tổng thống Tchad Idriss Deby, cam kết sẽ gửi 2.000 quân để giúp dập tắt cuộc nổi loạn. Các binh sĩ đầu tiên của quân đội Chad đến vào ngày 18 tháng 12 để tăng cường đội ngũ CAR ở Kaga Bandoro, chuẩn bị cho một cuộc tấn công vào thị trấn N'Délé.
Lực lượng Seleka đã chiếm Kabo vào ngày 19 tháng 12, một trung tâm vận chuyển giữa quân Chad và quân chính phủ CAR, nằm ở phía tây và phía bắc của khu vực trước đây được chiếm bởi các phiến quân. Bốn ngày sau, liên quân phiến loạn đã đi qua Bambari, thị trấn lớn thứ ba của Trung Phi, tiếp theo là Kaga-Bandoro vào ngày 25 tháng 12. Cùng ngày, Tổng thống Bozizé gặp gỡ các cố vấn quân sự ở thủ đô Bangui.
Ngày 26 tháng 12 hàng trăm người biểu tình giận dữ bởi bước tiến của quân nổi loạn đã bao vây đại sứ quán Pháp ở Bangui, ném đá, đốt lốp xe và xé cờ Pháp. Những người biểu tình cáo buộc những người cai trị thuộc địa trước đây đã không giúp quân đội chống lại các lực lượng phiến quân. Ít nhất 50 người, bao gồm cả phụ nữ và trẻ em, đã trú ẩn bên trong tòa nhà, vốn được bảo vệ bởi một đội ngũ đông đảo khoảng 250 binh sĩ Pháp. Một nhóm người biểu tình khác nhỏ hơn đã hô vang khẩu hiệu bên ngoài Đại sứ quán Mỹ và ném đá vào xe ô tô chở hành khách màu trắng. Theo Air France, một lịch trình chuyến bay hàng tuần từ Paris đến Bangui đã phải quay lại "do tình hình bất ổn ở Bangui", một phát ngôn viên của công ty cho biết.
Trong khi đó các lực lượng phiến quân đã đến được Damara, bỏ qua thị trấn Sibut, nơi khoảng 150 binh sĩ Chad đang đóng quân cùng với quân đội CAR được rút từ Kaga-Bandoro. Josue Binoua, Bộ trưởng bộ Nội vụ Trung Phi, đã yêu cầu nước Pháp can thiệp trong bối cảnh các phiến quân đang tiến về rất nhanh, bây giờ chỉ cách có 75 km (47 dặm) là tới thủ đô Bangui. Ngoài ra, một phát ngôn viên của Seleka, kêu gọi quân đội nhanh chóng hạ vũ khí, đồng thời tuyên bố Bozizé đã mất đi tính hợp pháp và không còn có thể kiểm soát đất nước.
Hai trẻ em bị chặt đầu trong tổng số 16 trẻ em bị thiệt mạng trong các giao tranh gần đây ở Bangui. Trong tháng 12 có tổng cộng là 1.000 người bị thiệt mạng bởi giao tranh.

### Chính phủ phản công
Ngày 27 tháng 12, tổng thống Bozizé kêu gọi một sự hỗ trợ từ cộng đồng quốc tế, đặc biệt là Pháp và Hoa Kỳ, trong một bài phát biểu ở thủ đô Bangui. Tổng thống Pháp Francois Hollande đã bác bỏ lời đề nghị, và nói rằng quân đội Pháp sẽ chỉ được sử dụng để bảo vệ các công dân Pháp sống và làm việc ở Trung Phi, chứ không phải là để bảo vệ chính phủ Bozizé. Báo cáo cũng chỉ ra rằng giới quân sự Hoa KÌ đang chuẩn bị kế hoạch sơ tán hàng trăm công dân Mỹ, cũng như công dân các quốc gia khác. Tướng Jean-Felix Akaga, chỉ huy lực lượng giừ gìn hòa bình của Cộng đồng kinh tế Trung Phi ở Trung Phi, tuyên bố thủ đô đã được quân đội gìn giữ hòa bình từ MICOPAX bảo đảm an ninh, và nói thêm rằng quân tiếp viện sẽ sớm đến nơi. Tuy nhiên, các nguồn tin quân sự tại Gabon và Cameroon đã bác bỏ những báo cáo trên, đồng thời tuyên bố không có quyết định nào đã được thực hiện liên quan đến cuộc khủng hoảng này.
Quân chính phủ đã phát động một cuộc phản công chống lại lực lượng nổi dậy ở Bambari vào ngày 28 Tháng 12, dẫn đến các cuộc đụng độ lớn, theo nguồn tin từ một quan chức chính phủ. Nhiều nhân chứng trong vòng hơn 60 km (37 dặm) cho biết họ nghe thấy các tiếng nổ từ vũ khí hạng nặng nhiều giờ. Sau đó, một nhà lãnh đạo phiến quân và một nguồn tin quân sự xác nhận cuộc phản công của chính phủ bị đẩy lùi và thị trấn vẫn còn nằm dưới sự kiểm soát của các phiến quân. Ít nhất một tay súng nổi dậy đã thiệt mạng và ba người khác bị thương trong các vụ đụng độ, thương vong của quân chính phủ vẫn chưa được xác định.
Trong khi đó, các Bộ trưởng nước ngoài trong ECCAS thông báo thêm rằng binh lính từ Lực lượng đa quốc gia Trung Phi (FOMAC) sẽ được gửi CAR để hỗ trợ 560 binh sĩ MICOPAX đang hiện diện. Thông báo này được thực hiện bởi Ngoại trưởng Tchad Moussa Faki sau một cuộc họp tại thủ đô Libreville của Gabon. Đồng thời, Phó tổng thư ký ECCAS Guy-Pierre Garcia khẳng định rằng các phiến quân và chính phủ CAR đã đồng ý đàm phán vô điều kiện, chậm nhất là vào ngày 10 tháng 1. Tại Bangui, Không quân Hoa Kỳ tổ chức sơ tán khoảng 40 người khỏi đất nước, bao gồm cả viên đại sứ. Ủy ban Chữ thập đỏ quốc tế cũng sơ tán tám trong số lao động nước ngoài của minh, mặc dù nhiều tình nguyện viên địa phương và 14 người nước ngoài khác vẫn ở lại để giúp đỡ số lượng ngày càng tăng của người tị nạn.
Lực lượng phiến quân chiếm thị trấn Sibut mà không tốn một viên đạn vào ngày 29 tháng 12, buộc quân đội CAR và Chad phải rút về Damara, thành phố cuối cùng nằm giữa phiến quân Seleka và thủ đô. Chính quyền thủ đô ra lệnh giới nghiêm từ 7 giờ tối đến 5 giờ sáng hôm sau và cấm việc sử dụng xe ôm, vì sợ họ có thể được phiến quân sử dụng để di chuyển vào thành phố. Nhiều chủ cửa hàng đã thuê các nhóm có vũ trang để bảo vệ tài sản của họ trong tình trạng cướp bóc có thể xảy ra, cũng như hàng ngàn người đã rời khỏi thành phố bằng xe ô tô và đi bộ. Quân đội Pháp đã tăng đến 400 binh sĩ bằng việc triển khai thêm 150 lính thuộc binh chủng nhảy dù được gửi đến từ Gabon. Thủ tướng Pháp Jean-Marc Ayrault một lần nữa nhấn mạnh rằng quân đội Pháp chỉ có mặt để bảo vệ công dân Pháp và công dân châu Âu, không phải để đối phó với các phiến quân.

### Thảo luận hòa bình và sự có mặt của quân đội nước ngoài
Ngày 30 tháng 12, Tổng thống Bozize đồng ý về một chính phủ đoàn kết dân tộc có sự tham gia của thành viên Seleka, sau cuộc họp với Chủ tịch Liên minh châu Phi Liên minh châu Phi Thomas Yayi Boni. Ông nói thêm rằng chính phủ CAR đã sẵn sàng để bắt đầu các cuộc đàm phán hòa bình "mà không có điều kiện và không chậm trễ". Ngày 1 tháng 1, quân tiếp viện từ FOMAC bắt đầu đến Damara để hỗ trợ 400 binh sĩ Chad đã đóng quân ở đó như là một phần của nhiệm vụ MICOPAX. Với việc phiến quân đang rất gần thủ đô Bangui, tổng cộng 360 binh sĩ đã được gửi đến tăng cường hàng phòng thủ của Damara - với 120 binh sĩ từ mỗi nước Gabon, Cộng hòa Congo và Cameroon, cùng với một vị tướng chỉ huy của lực lượng Gabon. Tại thủ đô, các cuộc đụng độ chết người đã nổ ra sau khi cảnh sát giết chết một thanh niên Hồi giáo bị nghi ngờ liên quan tới Seleka. Theo báo cáo, người đàn ông này đã bị bắt giữ qua đêm, và bị bắn khi ông ta cố gắng để trốn thoát. Một thời gian ngắn sau đó đụng độ bắt đầu trong khu phố PK5 của Bangui, giết chết một sĩ quan cảnh sát. Trong khi đó, Bộ Ngoại giao Mỹ lên tiếng bày tỏ mối quan tâm của mình đối với "vụ bắt giữ và mất tích của hàng trăm cá nhân là thành viên của các nhóm dân tộc thiểu số có quan hệ liên minh với lực lượng Seleka".
Ngày 2 tháng 1, một nghị định được công bố trên đài phát thanh nhà nước thông báo rằng Tổng thống Bozize là sẽ đứng đầu Bộ Quốc phòng. Ngoài ra, chỉ huy quân đội Guillaume Lapo đã bị sa thải do thất bại của quân đội CAR trước quân nổi dậy và phiến loạn trong tháng mười hai. Trong khi đó, phát ngôn viên của phiến quân Djouma Narkoyo xác nhận rằng Seleka đã ngừng bước tiến của họ và sẽ bước vào cuộc đàm phán hòa bình do bắt đầu ở Libreville vào ngày 08 tháng 1, điều kiện tiên quyết rằng các lực lượng chính phủ phải ngừng bắt giữ các thành viên của bộ tộc Gula. Liên minh nổi dậy khẳng định đòi hỏi sự ra đi ngay lập tức của Tổng thống Bozize, người đã cam kết để gia hạn nhiệm kì của mình cho đến khi kết thúc vào năm 2016. Jean-Félix Akaga, chỉ huy Gabon, người phụ trách quản lý các đơn vị MICOPAX được gửi bởi ECCAS, tuyên bố rằng Damara là ranh giới không được phép vượt qua, và nếu phiến quân vượt qua thi sẽ coi đó là "tuyên chiến" với 10 quốc gia thành viên trong khu vực. Đồng thời thông báo rằng Angola sẽ gửi 760 binh sĩ tới CAR, trong khi Pháp đã tiếp tục thúc đẩy mạnh mẽ sự hiện diện quân sự của mình trong nước với 600 quân, để bảo vệ công dân Pháp trong trường hợp cần thiết.
Ngày 06 tháng 1, Tổng thống Nam Phi Jacob Zuma đã công bố việc triển khai 400 quân đến CAR để hỗ trợ các lực lượng đã có mặt ở đó. Lực lượng phiến quân đóng giữ ở hai thị trấn nhỏ gần Bambari như các thỏa thuận đàm phán hòa bình được dự kiến bắt đầu trong hai ngày sau đó.

### Cuộc tấn công vào các đài phát thanh
Elisabeth Blanche Olofio, một phóng viên đài phát thanh Đài phát thanh Bé-Oko, đã bị giết chết bởi phiến quân Séléka, những người đã tấn công vào nhà ga Bambari, và một Kaga Radio tại Kaga Bandoro vào ngày 07 Tháng một năm 2013. Đài phát thanh Bé-Oko là một phần của mạng lưới các đài phát thanh phi chính trị hoạt động tại Cộng hòa Trung Phi, được biết đến với tên gọi L'Association des Radios Communautaires de Centrafrique. Giới báo chí quốc tế cho biết họ đang lo ngại các cuộc tấn công đã lấy số điện thoại của họ về khả năng hoạt động của các đài phát thanh CAR. Chỉ bốn ngày sau cái chết của cô, vào ngày 11 tháng 1, chính phủ CAR đã ký một thỏa thuận ngừng bắn với đại diện Liên minh Séléka.

### Thỏa thuận ngừng bắn
Ngày 11 tháng 1 năm 2013, một thỏa thuận ngừng bắn đã được ký kết trong Libreville, Gabon. Những người nổi dậy tuyên bố không đời hỏi Tổng thống François Bozizé phải từ chức, nhưng buộc ông này phải chỉ định một thủ tướng mới từ đảng phái đối lập vào 18 tháng 1 năm 2013. Quốc hội lâm thời sẽ hoạt động trong vòng một năm và một cuộc bầu cử lập pháp mới sẽ được tổ chức trong vòng 12 tháng. Chính phủ liên minh tạm thời sẽ thực hiện cải cách tư pháp, hợp nhất quân nổi dậy với những binh sĩ trung thành với Bozizé để thành lập một đội quân quốc gia mới, thiết lập các cuộc bầu cử lập pháp mới, cũng như giới thiệu cải cách khác xã hội và kinh tế. Hơn nữa, Bozizé phải giải phóng tất cả các tù nhân chính trị bị cầm tù trong cuộc xung đột, và quân đội nước ngoài phải trở về quốc gia của họ. Theo thỏa thuận, phiến quân Séléka tiếp tục đóng giữ các thị trấn mà họ vẫn đang chiếm đóng, để đảm bảo rằng Bozizé sẽ không thể lật lọng các thỏa thuận. Bozizé sẽ vẫn là tổng thống cho đến năm 2016 khi có cuộc bầu cử tổng thống mới.
Ngày 13 Tháng Một, Bozizé đã ký sắc lệnh cách chức Thủ tướng Faustin-Archange Touadéra, như là một phần của thỏa thuận với liên minh nổi dậy. Ngày 17 tháng 1, Nicolas Tiangaye được bổ nhiệm làm Thủ tướng.
Ngày 23 tháng 1, thỏa thuận ngừng bắn bị phá vỡ, với việc chính phủ đổ lỗi cho phe Seleka còn Seleka thì lại đổ lỗi về phía chính phủ vì không tôn trọng các điều khoản của thỏa thuận chia sử quyền lực. Ngày 21 tháng 3, phiến quân đã tiến vào Bouca, cách Bangui 300 km. Ngày 22 tháng 3, phiến quân chiếm được thị trấn Damara, cách thủ đô 75 km, các báo cáo trái ngược lúc ấy đã tranh cai nhau xem ai mới là người kểm soát thị trấn. Phiến quân vượt qua các trạm kiểm soát tại Damara và tiến về phía Bangui, nhưng đã bị chặn lại một thời gian ngắn bởi một cuộc tấn công từ một máy bay trực thăng của quân chính phủ.

### Bangui thất thủ
Ngày 18 tháng 3, phiến quân đã bắt giữ năm bộ trưởng của họ khi những người này quay về Bangui để tiếp tục hội đàm về tiến trình hòa bình tại thị trấn Saibut. Phiến quân yêu cầu phóng thích các tù nhân chính trị đang bị giam giữ và cho phép các lực lượng phiến quân được gia nhập vào quân đội quốc gia. Seleka cũng yêu cầu các binh lính Nam Phi đang có mặt tại Trung Phi phải lên đường về nước. Phiến quân đe dọa sẽ cầm vũ khí đứng lên một lần nữa nếu tối hậu thư của họ không được đáp ứng trong thời hạn 72 giờ. Trước đó, quân nổi dậy giành quyền kiểm soát hai thị trấn ở phía đông nam đất nước, Gambo và Bangassou. 
Ngày 22 tháng 3 năm 2013, phiến quân đã đẩy mạnh hoạt động nhằm lật đổ Tổng thống Bozize. Các thị trấn Damara và Bossangoa lần lượt rơi vào tay các nhóm vũ trang của quân nổi dậy. Sau khi Damara thất thủ, nỗi sợ hãi bao trùm khắp thủ đổ Bangui do lo ngại thành phố sẽ nhanh nhóng thất thủ, khiến nhiều trường học và cửa hàng phải đóng cửa. Bước tiến của quân nổi dậy tạm thời bị ngưng lại bởi hỏa lực từ một máy bay trực thăng chiến đấu của quân chính phủ. Ngày 23/3, lực lượng phiến quân thuộc liên minh Seleka đã tiến vào thủ đô Bangui của Cộng hòa Trung Phi và đụng độ với quân chính phủ. Theo người phát ngôn của phiến quân Seleka, lực lượng này đã bắn hạ một máy bay trực thăng của quân chính phủ và đang tiến đến phủ tổng thống. Lực lượng chính phủ dần bị đẩy lùi ra khỏi các khu phố xung quanh dinh thự của Bozizé, mặc dù chính phủ khẳng định tổng thống Bozizé vẫn đang cố thủ trong dinh tổng thống.
Nguồn cung cầp điện và nước cho thủ đô đã bị quân nổi dậy cắt đứt. Phiến quân kiểm soát các vùng ngoại ô phía bắc còn lực lượng chính phủ kiểm soát trung tâm thành phố. Trong khi đó, người phát ngôn chính phủ, ông Mboli Goumba cho biết quân chính phủ vẫn đang kiểm soát thủ đô. Tuy nhiên, báo Le Monte của Pháp đưa tin Guinea Xích Đạo đã điều máy bay đến đón gia đình ông Bôdidơ ra nước ngoài, nhưng ông vẫn ở lại Bangui. Sau khi quân nổi dậy tiến về Bangui, Pháp đã điều thêm 150 binh sĩ tới Trung Phi để bảo vệ sân bay ở thủ đô, đồng thời yêu cầu công dân nước này ở Trung Phi không ra khỏi nhà để đảm bảo an ninh. Paris cũng kêu gọi Hội đồng Bảo an Liên Hợp Quốc triệu tập cuộc họp khẩn cấp để thảo luận giải pháp cho cuộc khủng hoảng này. Hiện Pháp có khoàng 1250 quân ở Trung Phi, nhưng tuyên bố sẽ không can dự vào xung đột của nước này.
Chiến sự ác liệt nổ ra ở thủ đô Bangui vào sáng sớm 24 tháng 3 trong lúc lực lượng phiến quân đang muốn lật đổ chính quyền đã áp sát dinh tổng thống. Các vũ khí hạng nặng đã được cả hai bên sử dụng. Dinh tổng thống và các khu vực còn lại ở thủ đô nhanh chóng rơi vào tay các phiến quân. Tổng thống Bozize tuyên bố ông đã rời Dinh Tổng thống 30 phút trước khi quân nổi dậy tiến vào. Một số nguồn tin nói rằng ông Bozize đang trên đường chạy sang nước láng giềng Cộng hòa Dân chủ Congo sau khi phiến quân tiến về thủ đô. Người phát ngôn của dinh Tổng thống, Gaston Mackouzangba đã xác nhận: "Phiến quân đã kiểm soát hoàn toàn thủ đô, chúng tôi hy vọng sẽ không xảy ra hành động trả thù nào." Lãnh đạo các phiên quân đã tuyên bố giữ nghiêm lệnh với lực lượng của mình, nhưng bày tỏ quan ngại về các cuộc cướp bó của nhân dân trong thành phố. Điện và nước vẫn bị cắt.

## Cuộc đảo chính
Sáng sớm 24 tháng 3, tiếng súng hạng nặng đã nổ ra khi lực lượng phiến quân áp sát dinh tổng thống ở trung tâm Bangui. Dinh tổng thống và các khu vực còn lại ở thủ đô nhanh chóng rơi vào tay các phiến quân, và Bozize chạy trốn sang Cộng hòa Dân chủ Congo. Một cố vấn tổng thống cho biết ông đã vượt sông để đến nước láng giềng Congo vào sáng chủ nhật 24-3 khi quân nổi dậy tiến về dinh tổng thống. Trong khi đó, Tân Hoa Xã dẫn một nguồn tin quân sự Cameroon cho hay ông Bozize đang ẩn náu tại nước này. Ủy ban di trú của Liên Hợp Quốc đã đề nghị chính phủ Congo giúp sơ tán 25 thành viên của gia đình Bozizé tới thị trấn biên giới Zongo. Người phát ngôn của dinh Tổng thống, Gaston Mackouzangba đã xác nhận: "Phiến quân đã kiểm soát hoàn toàn thủ đô, chúng tôi hy vọng sẽ không xảy ra hành động trả thù nào."
Lãnh đạo các phiến quân đã tuyên bố giữ nghiêm quân lệnh với lực lượng của mình, nhưng bày tỏ quan ngại về các cuộc cướp bóc của nhân dân trong thành phố. Điện và nước vẫn bị cắt. Các tay súng của phiến quân đã kéo theo dân chúng tới đập phá và cướp bóc các tư gia của những sĩ quan quân đội, nhưng đã bắn chỉ thiên để bảo vệ nhà của những người dân bình thường khác khỏi bị hôi của.
13 binh sĩ Nam Phi bị thiệt mạng, 27 người khác bị thương và 1 người mất tích sau khi căn cứ của họ ở ngoại ô Bangui bị tấn công bởi một lực lượng 3.000 phiến quân có vũ trang, mở đầu cho một xung đột giữa các phiến quân và 400 binh lính Nam Phi trong một khoảng thời gian.

## Phản ứng quốc tế

### Quốc gia
- Brazil - Ngày 25 tháng 12, Bộ Ngoại giao Brasil đưa ra một tuyên bố kêu gọi "các bên tham chiến ngay lập tức chấm dút chiến sự và các hành vi bạo lực chống lại dân thường, đồng thời khôi phục tính hợp pháp của thể chế Cộng hòa."
- Pháp - Ngày 27 tháng 12, Tổng thống CAR Francois Bozizé yêu cầu quốc tế giúp đỡ đối phó với cuộc nổi loạn, đặc biệt là từ Pháp và Hoa Kỳ. Tổng thống Pháp Francois Hollande từ chối lời thỉnh cầu, và nói rằng 250 quân Pháp đóng tại Sân bay quốc tế Bangui M'Poko "không có cách nào để can thiệp vào công việc nội bộ của Trung Phi". Mặt khác, một tuyên bố của Bộ Ngoại giao lên án "sự thù địch tiếp tục diễn ra bởi các nhóm phiến quân", và nói thêm rằng giải pháp duy nhất cho cuộc khủng hoảng này là đối thoại dân tộc.
- Hoa Kỳ - Ngày 24 tháng 12, Bộ Ngoại giao Hoa Kỳ đã phát đi một lời cảnh báo cho tất cả các công dân Mỹ, khuyến cáo ngưng lại tất cả các tuyến du lịch nằm bên ngoài thủ đô Bangui. Tất cả các nhân viên không cần thiết đã được sơ tán, và Đại sứ quán chuyển sang hoạt động dưới dạng lãnh sự quán, nhưng chỉ để giải quết các công việc cần thiết nhất. Ngày 28 Tháng 12, Đại sứ quán Hoa Kỳ ở Bangui bị đình chỉ hoạt động do các cuộc tấn công của phe nổi dậy đang diễn ra, cùng lúc đó Đại sứ Wohlers và nhân viên ngoại giao của ông được sơ tán khỏi đất nước.
- Nam Phi - Giống như Pháp, Nam Phi có nhiều binh sĩ đang ở CẢ từ năm 2007. Bao gồm một Lực lượng đặc nhiệm Nam Phi có nhiệm vụ bảo vệ tổng thống Bozizé và một đơn vị có nhiệm vụ huấn luyện quân đội FACA. Ngày 31 tháng 12, đích thân Bộ trưởng Quốc phòng Nosiviwe Mapisa-Nqakula đã bay tới Bangui để thị sát tình hình. ngày 8 tháng 1 năm 2013, Lực lượng Phòng vệ Quốc gia Nam Phi đã điều thêm 200 binh sĩ đến CAR, một nửa trong số đó theo lệnh của tổng thống Jacob Zuma. Ngày 21 tháng 3, tổng thống Bozizé đi tới Pretoria để hội đàm với Zuma, nhằm thảo luận về tối hậu thư 72 giờ của quân nổi dậy gửi cho ông ta. Quân dội nam Phi chịu 13 thương vong ở tiểu đoàn Parachute số 1, cùng 27 thương vong khác trong các cuộc giao tranh nhằm ngăn bước tiến của lực lượng Séléka về phía thủ đô Bangui. Ngày 24 tháng 3, binh sĩ SANDF bắt đầu rút về căn cứ không quân Entebbe, nhằm tập hợp lại lực lượng tái chiếm CAR từ tay lực lượng Séléka.

### Tổ chức quốc tế
- Liên Minh châu Phi - Yayi Boni, Chủ tịch Liên Minh châu Phi, đã phát biểu trong một cuộc họp báo ở Bangui: "Tôi khẩn thiết gửi tới các anh em phiến quân lời đề nghị chấm dứt giao tranh, xây dựng hòa bình với tổng thống Bozizé và nhân dân Trung Phi... Nếu các anh em ngừng chiến, các anh em đã góp phần vào củng cố nền hòa bình của châu Phi. Người dân châu Phi không đáng phải chịu thêm những đau khổ như vậy nữa. Châu lục này cần hòa binh chứ không phải là các cuộc chiến tranh". Chủ tịch Boni sau đó vẫn tiếp tục kêu gọi một sự hòa giảo giữa chính phủ và quân nổi dậy. Ngày 25 tháng 3, Cộng hòa Trung Phi bị đình chỉ tư cách thành viên trong Liên Minh châu Phi.